# Gare de Waregem
La gare de Waregem est une gare ferroviaire belge de la ligne 75, de Gand-Saint-Pierre à Mouscron (frontière), située à proximité du centre de la ville de Waregem dans la province de Flandre-Occidentale en Région flamande.
Elle est mise en service en 1839 par l'administration des chemins de fer de l'État-Belge. C'est une gare de la Société nationale des chemins de fer belges (SNCB) desservie par des trains InterCity (IC), Omnibus (L) et d’Heure de pointe (P).

## Situation ferroviaire
Établie à 15 m d'altitude, la gare de Waregem est située au point kilométrique (PK) 27,783 de la ligne 75, Gand-Saint-Pierre à Mouscron (frontière), entre les gares ouvertes de Deinze et de Harelbeke.
C'était une gare de bifurcation, origine de la ligne 66A d'Ingelmunster à Anzegem (hors service). 

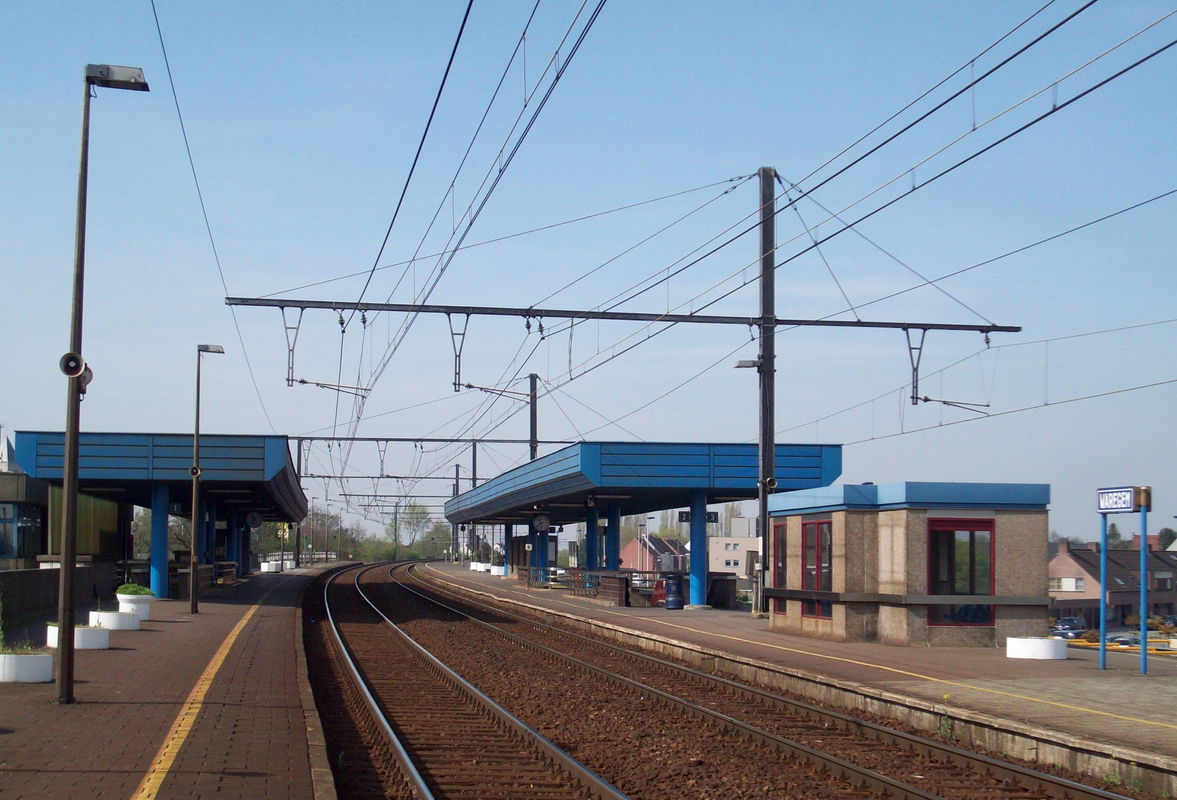
Intérieur de la gare.

## Histoire
La station de Waregem est mise en service le 22 septembre 1839 par l'administration des chemins de fer de l'État-Belge, lorsqu'elle ouvre à l'exploitation la section de De Pinte à Courtrai. 
De l'aspect du premier bâtiment, sans doute érigé dans les années 1840, rien n'est connu. Un beau bâtiment des recettes a été édifié à la fin du XIXe siècle. 
Construit en 1887 en reprenant des plans attribués au chef de section du groupe de Namur des chemins de fer de l'État belge, Émile Robert. Il copie, en miroir, la gare de Moustier (construite en 1881). La gare de Flawinne (construit en 1892, désormais démolie) est identique à celle de Waregem. En 1906, on reprendra ce plan avec quelques différences pour la nouvelle gare de Wondelgem (qui existe toujours). 
La disposition de ce bâtiment est assez originale en Belgique puisque le corps central servant de logement de fonction n'avait que deux travées au lieu de trois. L'aile basse est en revanche très longue (huit travées) et ne semble pas servir de magasin pour les colis. L'aile de service est en forme de L ; sa disposition diffère des gares de Flawinne et Moustier. 
Le bâtiment est détruit par les Allemands en retraite en 1918. La gare qui le remplace est un bâtiment sans étage, de style rustique, vraisemblablement inspiré des anciennes fermes en briques qui font partie du patrimoine local. 
Ce bâtiment est à son tour démoli au profit d'un édifice plus grand et plus moderne dans les années 1970. 

## Service des voyageurs

### Accueil
Gare SNCB, elle dispose d'un bâtiment voyageurs, avec guichet, ouvert tous les jours et est équipée d'automates pour l'achat de titres de transport. Des aménagements, équipements et services sont à la disposition des personnes à la mobilité réduite. Une consigne automatique pour les bagages est présente en gare.
Un souterrain permet la traversée des voies et le passage d'un quai à l'autre.

### Desserte
Waregem est desservie par des trains InterCity (IC), Omnibus (L) et d’Heure de pointe (P) de la SNCB, qui effectuent des missions sur la ligne commerciale 75 (Gand - Mouscron - Lille-Flandres).

#### Semaine
En semaine, deux relations cadencées à l’heure desservent Waregem, ainsi que quelques trains d’heure de pointe :
- des trains IC-04 circulant entre Anvers-Central et Courtrai via Gand, divisés en deux trains à destination d’Ypres et Poperinge ou Lille-Flandres (via Tourcoing et Roubaix)
- des trains IC-12 reliant Courtrai à Welkenraedt via Bruxelles et Liège (deux de ces trains sont prolongés depuis ou vers Ostende et quelques-uns sont limités à Louvain en milieu de journée)
- deux trains P de Poperinge à Schaerbeek (le matin)
- trois trains P de Courtrai à Gand-Saint-Pierre (le matin)
- un train P de Gand-Saint-Pierre à Courtrai (le matin), un autre vers midi et trois autres l’après midi
- deux trains P de Schaerbeek à Poperinge (l’après-midi)

#### Week-end et fériés
Les trains suivants s’arrêtent à Waregem :
- des trains IC-04, avec le même parcours qu’en semaine
- des trains L entre Courtrai et Malines, via Gand
- un unique train P de Poperinge à Sint-Joris-Weert (près de Louvain) le dimanche en période scolaire

### Intermodalité
Un parc pour les vélos et un parking pour les véhicules y sont aménagés. Elle est desservie par des bus De Lijn.

## Comptage voyageurs
Ce graphique et tableau montre le nombre de voyageurs embarquant en moyenne durant la semaine, le samedi et le dimanche.
| Nombre de passagers qui embarquent à la gare de Waregem | Nombre de passagers qui embarquent à la gare de Waregem | Nombre de passagers qui embarquent à la gare de Waregem | Nombre de passagers qui embarquent à la gare de Waregem |
|                                                         | Semaine                                                 | Samedi                                                  | Dimanche                                                |
| ------------------------------------------------------- | ------------------------------------------------------- | ------------------------------------------------------- | ------------------------------------------------------- |
| 1977                                                    | 996                                                     | 219                                                     | 337                                                     |
| 1978                                                    | 1 028                                                   | 217                                                     | 583                                                     |
| 1979                                                    | 1 231                                                   | 292                                                     | 408                                                     |
| 1980                                                    | 1 340                                                   | 324                                                     | 493                                                     |
| 1981                                                    | 1 591                                                   | 428                                                     | 622                                                     |
| 1982                                                    | 1 465                                                   | 323                                                     | 598                                                     |
| 1983                                                    | 1 450                                                   | 397                                                     | 582                                                     |
| 1984                                                    | 1 427                                                   | 301                                                     | 557                                                     |
| 1985                                                    | 1 456                                                   | 394                                                     | 612                                                     |
| 1986                                                    | 1 700                                                   | 344                                                     | 680                                                     |
| 1987                                                    | 1 441                                                   | 379                                                     | 788                                                     |
| 1988                                                    | 2 027                                                   | 517                                                     | 886                                                     |
| 1989                                                    | 1 799                                                   | 474                                                     | 632                                                     |
| 1990                                                    | 1 750                                                   | 444                                                     | 720                                                     |
| 1991                                                    | 1 659                                                   | 524                                                     | 865                                                     |
| 1992                                                    | 1 591                                                   | 502                                                     | 764                                                     |
| 1993                                                    | 1 824                                                   | 385                                                     | 717                                                     |
| 1994                                                    | 1 456                                                   | 340                                                     | 1 015                                                   |
| 1995                                                    | 1 694                                                   | 450                                                     | 774                                                     |
| 1996                                                    | 1 957                                                   | 569                                                     | 754                                                     |
| 1997                                                    | 1 775                                                   | 444                                                     | 700                                                     |
| 1998                                                    | 1 924                                                   | 470                                                     | 572                                                     |
| 1999                                                    | 1 831                                                   | 528                                                     | 637                                                     |
| 2000                                                    | 1 412                                                   | 422                                                     | 599                                                     |
| 2001                                                    | 1 421                                                   | 412                                                     | 583                                                     |
| 2002                                                    | 1 542                                                   | 426                                                     | 717                                                     |
| 2003                                                    | 1 735                                                   | 529                                                     | 636                                                     |
| 2004                                                    | 1 518                                                   | 467                                                     | 586                                                     |
| 2005                                                    | 1 530                                                   | 510                                                     | 634                                                     |
| 2006                                                    | 1 740                                                   | 648                                                     | 742                                                     |
| 2007                                                    | 1 869                                                   | 517                                                     | 774                                                     |
| 2008                                                    | -                                                       | -                                                       | -                                                       |
| 2009                                                    | 1 752                                                   | 744                                                     | 710                                                     |
| 2010                                                    | -                                                       | -                                                       | -                                                       |
| 2011                                                    | -                                                       | -                                                       | -                                                       |
| 2012                                                    | 2 450                                                   | 1 044                                                   | 1 289                                                   |
| 2013                                                    | 2 650                                                   | 1 121                                                   | 1 161                                                   |
| 2014                                                    | 2 707                                                   | 984                                                     | 1 432                                                   |
| 2015                                                    | 2 422                                                   | 908                                                     | 1 143                                                   |
| 2016                                                    | 2 406                                                   | 815                                                     | 1 007                                                   |
| 2017                                                    | 2 711                                                   | 977                                                     | 1 131                                                   |
| 2018                                                    | 2 508                                                   | 1 023                                                   | 1 197                                                   |
| 2019                                                    | 2 473                                                   | 933                                                     | 942                                                     |
| 2020                                                    | 1 917                                                   | 425                                                     | 464                                                     |
| 2021                                                    | -                                                       | -                                                       | -                                                       |
| 2022                                                    | 2 576                                                   | 1 074                                                   | 1 402                                                   |
| 2023                                                    | 2 451                                                   | 1 343                                                   | 1 316                                                   |
| 2024                                                    | 2 210                                                   | 799                                                     | 1 000                                                   |

## Galerie de photos

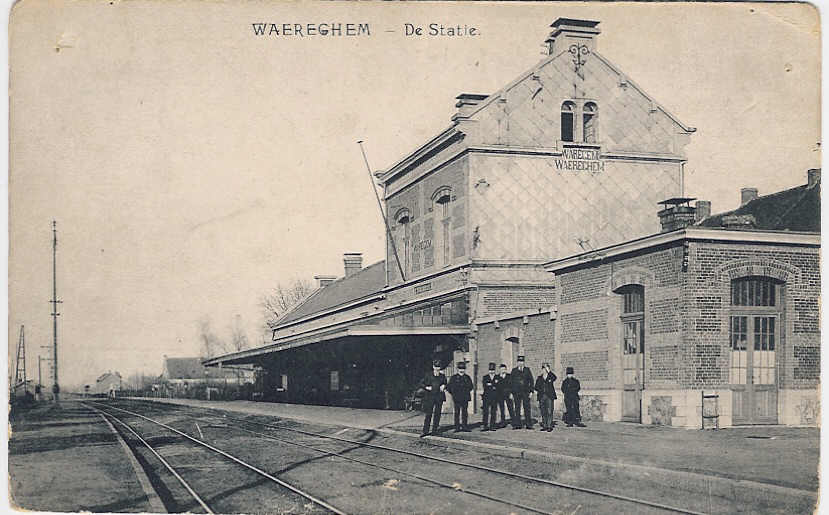
La gare vers 1900. Elle fut détruite en 1918.
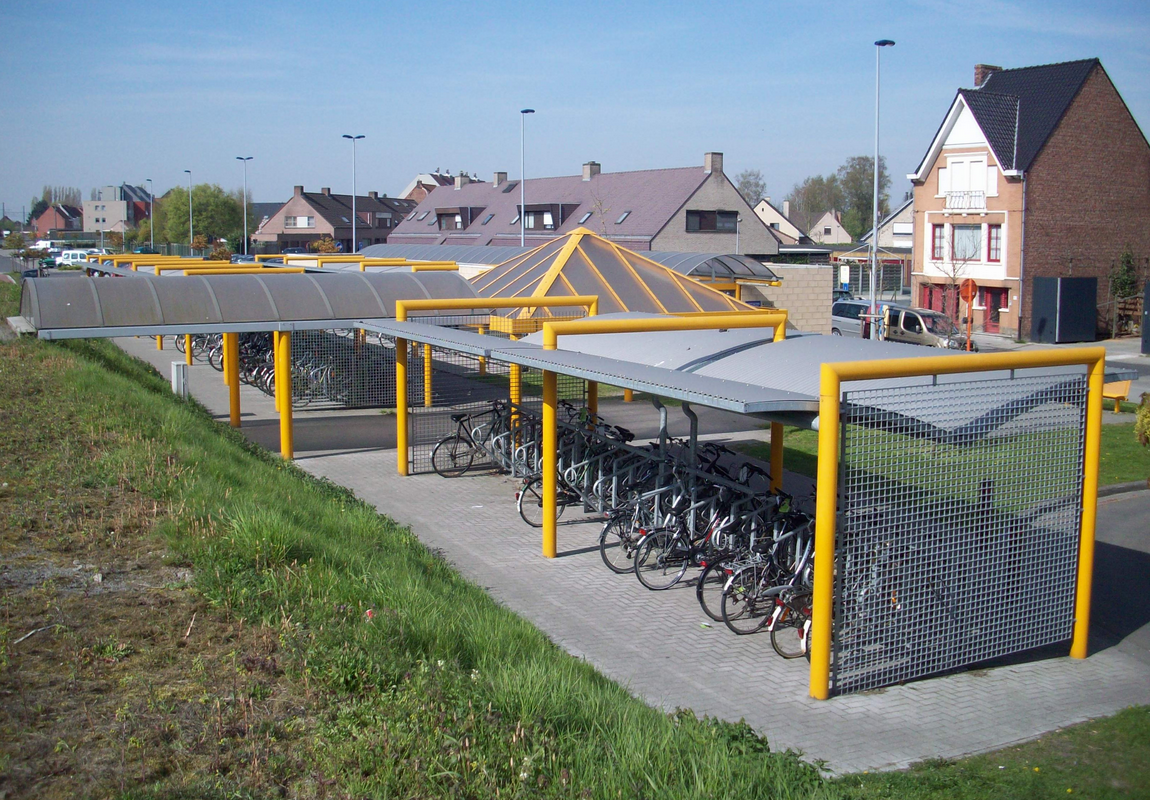
Parc à vélos et accès.
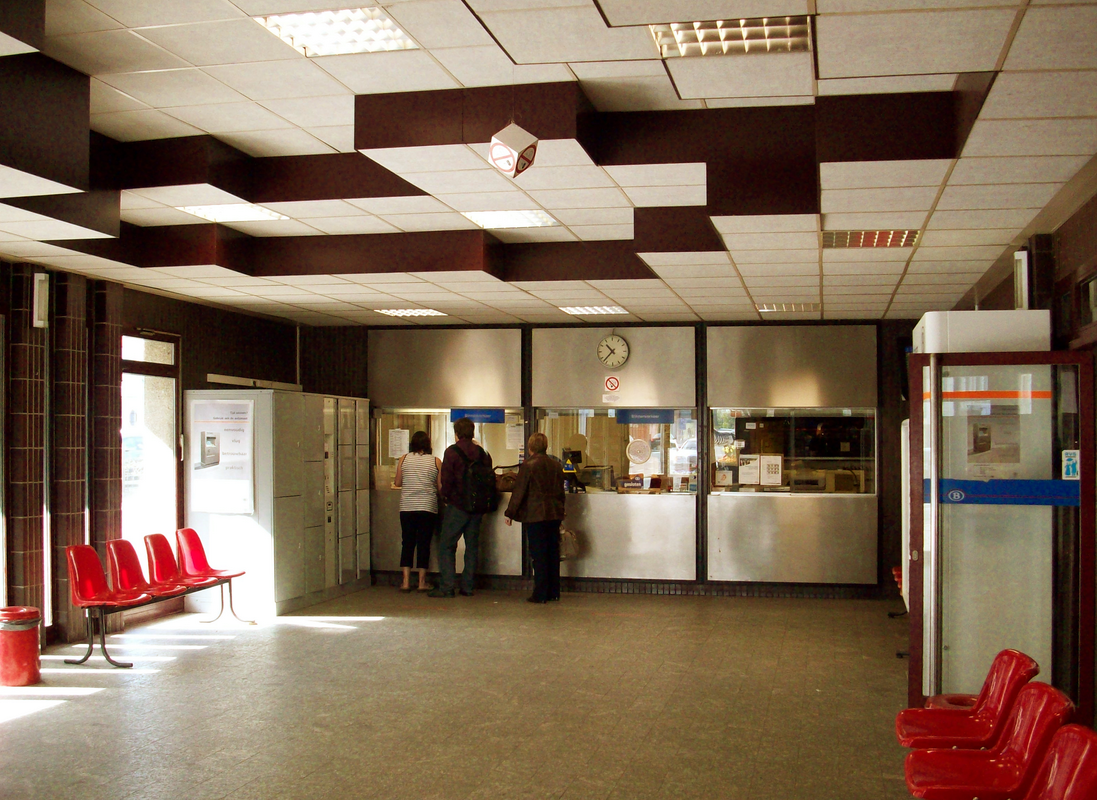
Guichet et salle d'attente.
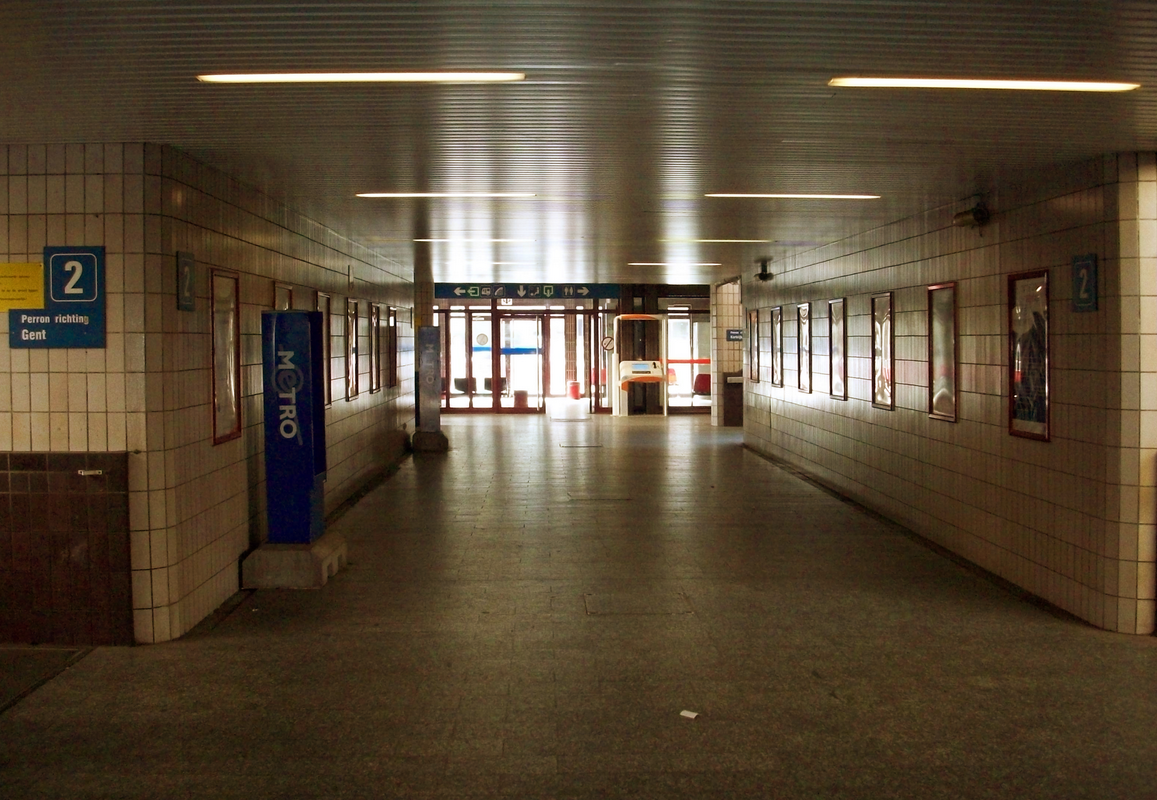
Souterrain.